# حدسية كولاتز

مخطط موجه يبين مسارات أعداد صغيرة في خارطة كولاتز. حدسية كولاتز تكافئ أن جميع هذه الطرق تؤدي إلي 1

مخطط موجه يبين مسارات الألف عدد الأولى

حدسية كولاتز (بالإنجليزية: Collatz conjecture)‏ هي حدسية في الرياضيات سميت هكذا نسبة إلى لوثار كولاتز, حدسها عام 1937. قد تسمى أيضا حدسية 3n + 1 و حدسية أولام (نسبة إلى العالم البولندي ستانيسلو أولام) و معضلة كاكوتاني (نسبة إلى شيزوو كاكوتاني) و حدسية توايتس (نسبة إلي سير برايان توايتس) وخوارزمية هاس (نسبة إلى هيلموت هاس) ومعضلة سيراكوز.
قال بول إيردوس عن هذه الحدسية : الرياضيات ليست ناضجة بما فيه الكفاية لكي تحل معضلة كهذه، كما منح جائزة خمسمائة دولار أمريكي لمن يحلها.
في عام 2007، أُثبت أن أي تعميم طبيعي لمعضلة كولاتز هو معضلة غير قابلة للقرار من الوجهة الخوارزمية.

## نص المعضلة
حدسية كولاتز خاصة بالأعداد الصحيحة الطبيعية غير المعدومة، وهي عبارة عن متتالية كما يلي:
1. إذا كان العدد زوجيا، نقسمه على 2.
2. إذا كان العدد فرديا، نضربه في 3 ونضيف له 1.

باستعمال رموز الحسابيات النمطية, لتكن الدالة f معرفة كما يلي:
{\displaystyle f(n)={\begin{cases}n/2&{\text{if }}n\equiv 0{\pmod {2}}\\3n+1&{\text{if }}n\equiv 1{\pmod {2}}\end{cases}}}
إذا كررنا العملية عدة مرات، سنصل دائما ل 1، مهما كان عدد الانطلاق، وهذه هي الحدسية التي لم تثبت صحتها أو خطأها.

الأعداد من 1 إلى 9999 وزمن التوقف الكلي الموافق لها.

## أمثلة
إذا كانت قيمة العدد الأول هو 6، فسيُحصل على المتتالية 6، 3، 10، 5، 16، 8، 4، 2، 1.
11 على سبيل المثال، المتتالية تمر على عدد أكبر من الحدود لكي تصل إلى الواحد: 11، 34، 17، 52، 26، 13، 40، 20، 10، 5، 16، 8، 4، 2، 1.
بالنسبة ل n = 27، تصل المتتالية إلى الواحد بعد 111 خطوة، صاعدة إلى 9232 قبل أن تنزل إلى الواحد. فيما يلي لائحة حدودها وبيان يمثلها:
{ 27, 82, 41, 124, 62, 31, 94, 47, 142, 71, 214, 107, 322, 161, 484, 242, 121, 364, 182, 91, 274, 137, 412, 206, 103, 310, 155, 466, 233, 700, 350, 175, 526, 263, 790, 395, 1186, 593, 1780, 890, 445, 1336, 668, 334, 167, 502, 251, 754, 377, 1132, 566, 283, 850, 425, 1276, 638, 319, 958, 479, 1438, 719, 2158, 1079, 3238, 1619, 4858, 2429, 7288, 3644, 1822, 911, 2734, 1367, 4102, 2051, 6154, 3077, 9232, 4616, 2308, 1154, 577, 1732, 866, 433, 1300, 650, 325, 976, 488, 244, 122, 61, 184, 92, 46, 23, 70, 35, 106, 53, 160, 80, 40, 20, 10, 5, 16, 8, 4, 2, 1 }
قوى العدد اثنين تعود إلى الواحد بسرعة لأن {\displaystyle 2^{n}} تُقسم على اثنين {\displaystyle n} مرة لكي تعود إلى الواحد ولا تكبر قيمتها نهائيا.

### بصفة عكسية

المستويات العشرون الأولى لمخطط كولاتز generated in bottom-up fashion. The graph includes all numbers with an orbit length of 20 or less.

### التكرار على الأعداد الحقيقية أو العقدية

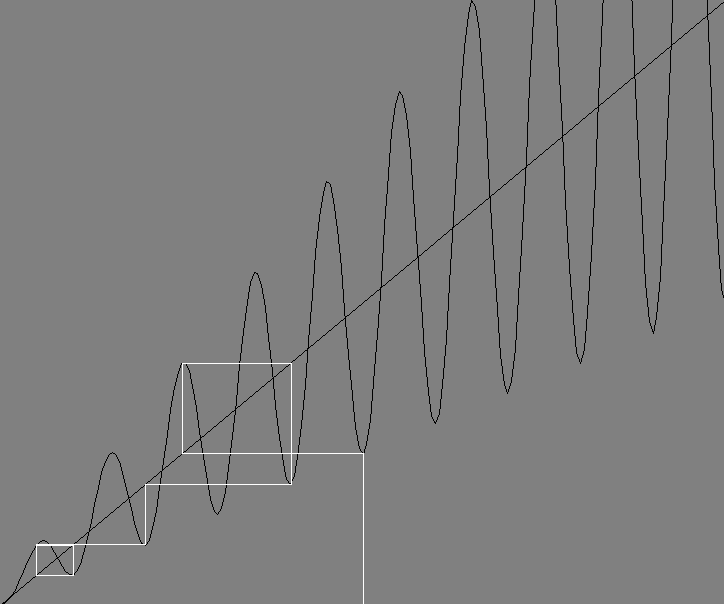
Cobweb plot of the orbit 10-5-8-4-2-1-2-1-2-1-etc. in the real extension of the Collatz map (optimized by replacing "3n + 1" with "(3n + 1)/2")

#### كسيرية كولاتز

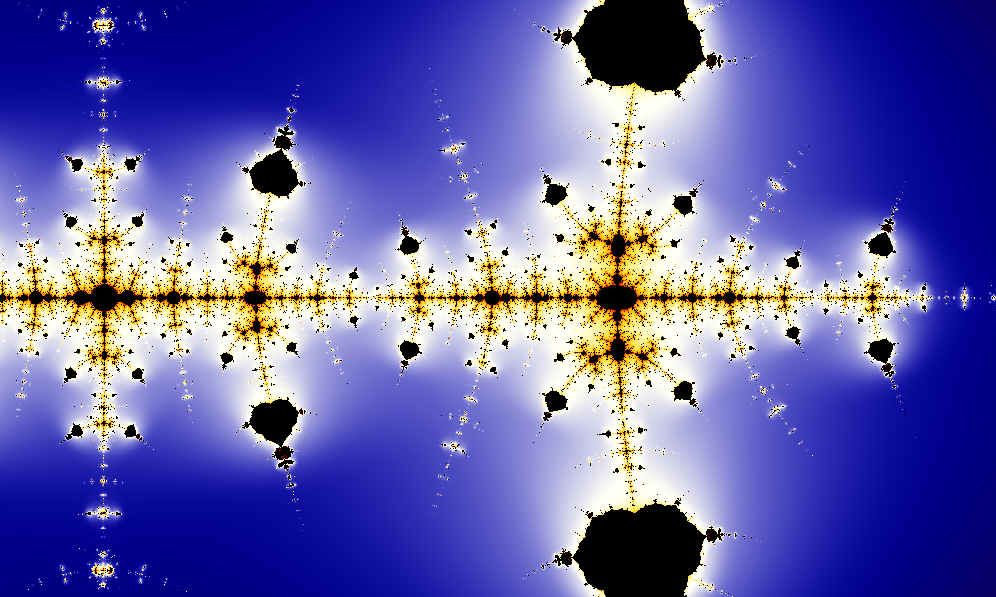
كسيرية كولاتز في جوار مستقيم الأعداد الحقيقية

## صيغ أخرى للحدسية

### باعتبار آلة حاسبة مجردة تعمل في النظام الثنائي
آلة مجردة,

#### مثال
```
    111
    
1111

   1011
0

   
10111

  10001
0

  
100011

  1101
00

 
11011

 101
000

1011

1
0000
```